# 忍者返しの岩
忍者返しの岩（にんじゃがえしのいわ）は、東京都青梅市の御岳渓谷にある、ボルダリングの岩（ボルダー）。

## 概要
東京 御岳（御嶽）多摩川沿いにある、日本を代表するボルダリングの岩（ボルダー）である。岩質はチャートで、所謂「外岩」。
その中心には日本のボルダリング史上最も有名な課題であり、段級グレードのテストピースとされる『忍者返し』一級の他、国内で代表的な段の課題、蟹、虫、蛙など、今もってな高難度かつ内容の色褪せない課題を複数擁している他、都心から電車だけでアクセスできることもあり、年間を通して常にボルダラーが絶えない岩（ボルダー）である。また、御岳の中の岩としては大きさもある為、課題数は多い。
世界的に最もオーバーユースの岩（岩場）としても認識されており、ホールドの欠損により「蟹」がグレードダウンしたり、「クライマー返し」のホールドが変化するなどしてはいるものの、クライマーの丁寧な利用（ブラシの質やかけ方）により岩の変化は十数年前と比較しても劇的では無いのが救いである。一方、河原の岩の為、台風などにより取り付き（の高さ）は度々変化しているが、マットの普及によりグレードが変わるほどでは無いと思われる。
開拓には池田功、草野俊達、室井登喜男 他、日本のクライミング黎明期を代表するクライマーが顔を揃えており、歴史的にも非常に重要な岩（ボルダー）である。
2018年12月24日夜から翌25日朝までの間にチッピング（人為的に工具によって切削）被害に遭い「忍者返し」を含む複数の課題が失われた。
複数の書籍にて「御岳の超有名課題」、「関東圏では一番人気のエリア」、「段級グレードシステムの基準」などの紹介がある。
ルート（課題）は25本以上存在し、グレード別では1級：10本、初段：8本、二段：3本、三段以上：3本、となっている。

## ルートと課題
以下に、岩壁に存在する課題と草野俊達による「段級グレード」を列挙する。
| 課題名             | グレード | 初登者     | 備考          |
| 肺魚               | 二段     | 大西良治   |               |
| 蛙                 | 三段     | 室井登喜男 | 1998年12月    |
| 忍者返し           | 1級      | 池田功     | 82〜83年      |
| 蟹                 | 二段     | 草野俊達   | 1994年10月    |
| 虫                 | 三段     | 草野俊達   | 1996年5月     |
| 蟹虫               | 四段     | 小山田大   | 2001年3月     |
| 蜥蜴（トカゲ）     | 四段     | 大西良治   | 2015年3月24日 |
| 素上り             | 初段     | 大原秋彦   | 2001年2月     |
| クライマー返し     | 初段     | 山崎順一   | 1985年1月     |
| 子供返し           | 初段     | 寺島由彦   | 1990年        |
| 亀クライマー返し   | 二段     |            |               |
| 忍者クライマー返し | 二段     |            |               |
| 蟹亀返し           | 四段ー   | 小山田大   | 2006年1月0    |
| 亀返し             | 初段     | 室井登喜男 | 1997年6月     |

## アクセス
JR青梅線御嶽駅より青梅街道を渡り、バス停横から河原に降りる。車では青梅街道か、吉野街道で青梅より15分程度。